# Brachycercus
Genre
Brachycercus est un genre d'insectes appartenant à l'ordre des éphéméroptères et à la famille des Caenidae.

## Liste des espèces en Europe
- Brachycercus harrisellus (Curtis, 1834)
- Brachycercus europaeus (Kluge, 1991)

## Liste d'espèces
Selon ITIS (28 avr. 2010) :
- Brachycercus berneri  (Soldán, 1986)
- Brachycercus harrisella  (Curtis, 1834)
- Brachycercus nitidus  (Traver, 1932)
- Brachycercus ojibwe  (Sun & McCafferty, 2008)